# Eintracht Frankfurt 2021-2022
Questa voce raccoglie le informazioni riguardanti l'Eintracht Frankfurt nelle competizioni ufficiali della stagione 2021-2022.

## Stagione
Nella stagione 2021-2022 l'Eintracht Francoforte, allenato da Oliver Glasner, concluse il campionato di Bundesliga al 11º posto. In Coppa di Germania l'Eintracht Francoforte fu eliminato al primo turno dal Waldhof Mannheim. In Europa League l'Eintracht Francoforte vinse la finale con il Rangers.

## Rosa
| N. |                        | Ruolo | Calciatore          |
| -- | ---------------------- | ----- | ------------------- |
| 1  | Germania (bandiera)    | P     | Kevin Trapp         |
| 2  | Francia (bandiera)     | D     | Evan N'Dicka        |
| 3  | Austria (bandiera)     | C     | Stefan Ilsanker     |
| 6  | Croazia (bandiera)     | C     | Kristijan Jakić     |
| 7  | Australia (bandiera)   | C     | Ajdin Hrustic       |
| 8  | Svizzera (bandiera)    | C     | Djibril Sow         |
| 9  | Paesi Bassi (bandiera) | A     | Sam Lammers         |
| 10 | Serbia (bandiera)      | C     | Filip Kostić        |
| 13 | Austria (bandiera)     | D     | Martin Hinteregger  |
| 15 | Giappone (bandiera)    | C     | Daichi Kamada       |
| 17 | Germania (bandiera)    | C     | Sebastian Rode      |
| 18 | Francia (bandiera)     | D     | Almamy Touré        |
| 19 | Colombia (bandiera)    | A     | Rafael Santos Borré |
| 20 | Giappone (bandiera)    | D     | Makoto Hasebe       |
| 21 | Germania (bandiera)    | A     | Ragnar Ache         |
| 22 | Stati Uniti (bandiera) | D     | Timothy Chandler    |
| 23 | Norvegia (bandiera)    | A     | Jens Petter Hauge   |

| N. |                       | Ruolo | Calciatore        |
| -- | --------------------- | ----- | ----------------- |
| 24 | Germania (bandiera)   | D     | Danny da Costa    |
| 25 | Germania (bandiera)   | D     | Christopher Lenz  |
| 27 | Marocco (bandiera)    | C     | Aymen Barkok      |
| 29 | Danimarca (bandiera)  | C     | Jesper Lindstrøm  |
| 31 | Germania (bandiera)   | P     | Jens Grahl        |
| 35 | Brasile (bandiera)    | D     | Tuta              |
| 36 | Germania (bandiera)   | A     | Ansgar Knauff     |
| 37 | Germania (bandiera)   | D     | Erik Durm         |
| 38 | Spagna (bandiera)     | A     | Enrique Herrero   |
| 39 | Portogallo (bandiera) | A     | Gonçalo Paciência |
| 40 | Germania (bandiera)   | P     | Diant Ramaj       |
| 43 | Austria (bandiera)    | P     | Matteo Bignetti   |
| 46 | Cipro (bandiera)      | C     | António Fóti      |
| 47 | Germania (bandiera)   | P     | Jannik Horz       |
| 48 | Germania (bandiera)   | A     | Gianluca Schäfer  |
| 49 | Germania (bandiera)   | D     | Jan Schröder      |
|    | Slovenia (bandiera)   | A     | Martin Pečar      |

## Divise
| Casa | Trasferta | Terza |

## Organigramma societario
Area tecnica
- Preparatori atletici:
- Allenatore in seconda: Michael Angerschmid, Ronald Brunmayr
- Preparatore dei portieri: Jan Zimmermann
- Analisi video: Niklas Lanwehr, Marco Russ, Sebastian Saglimbeni, Marco Schuster
- Allenatore: Oliver Glasner

## Calciomercato

### Sessione estiva
| Acquisti         | Acquisti            | Acquisti          | Acquisti                 |
| R.               | Nome                | da                | Modalità                 |
| ---------------- | ------------------- | ----------------- | ------------------------ |
| D                | Christopher Lenz    | Union Berlino     | parametro zero           |
| A                | Gonçalo Paciência   | Schalke 04        | fine prestito            |
| C                | Rafael Santos Borré | River Plate       | parametro zero           |
| C                | Jesper Lindstrøm    | Brøndby           | definitivo (7 milioni €) |
| C                | Jens Petter Hauge   | Milan             | prestito                 |
| A                | Gianluca Schäfer    | dall'accademia    | parametro zero           |
| D                | Jan Schröder        | dall'accademia    | parametro zero           |
| C                | Kristijan Jakić     | Dinamo Zagabria   | prestito                 |
| A                | Sam Lammers         | Atalanta          | prestito                 |
| Altre operazioni |                     |                   |                          |
| C                | Rodrigo Zalazar     | St. Pauli         | fine prestito            |
| A                | Dejan Joveljić      | Wolfsberger       | fine prestito            |
| P                | Frederik Rønnow     | Schalke 04        | fine prestito            |
| C                | Danny da Costa      | Magonza           | fine prestito            |
| A                | Fabio Blanco        | Valencia          | parametro zero           |
| A                | Ali Akman           | Bursaspor         | parametro zero           |
| P                | Diant Ramaj         | Heidenheim        | fine prestito            |
| A                | Nils Stendera       | Lokomotive Lipsia | fine prestito            |
| P                | Jens Grahl          | Stoccarda         | definitivo (250 000 €)   |
| A                | Igor Matanović      | St. Pauli         | definitivo (500 000 €)   |
| R.               | Nome                | da                | Modalità                 |

| Cessioni         | Cessioni          | Cessioni         | Cessioni                   |
| R.               | Nome              | a                | Modalità                   |
| ---------------- | ----------------- | ---------------- | -------------------------- |
| A                | Luka Jović        | Real Madrid      | fine prestito              |
| D                | Lukas Fahrnberger |                  | svincolato                 |
| A                | André Silva       | RB Lipsia        | definitivo (23 milioni €)  |
| A                | Markus Schubert   | Schalke 04       | fine prestito              |
| P                | Frederik Rønnow   | Union Berlino    | definitivo (1 milione €)   |
| A                | Dejan Joveljić    | LA Galaxy        | definitivo (3,5 milioni €) |
| C                | Rodrigo Zalazar   | Schalke 04       | prestito                   |
| A                | Ali Akman         | N.E.C.           | prestito                   |
| C                | Steven Zuber      | AEK Atene        | prestito                   |
| A                | Igor Matanović    | St. Pauli        | prestito                   |
| Altre operazioni |                   |                  |                            |
| A                | Yannick Brugger   | Admira Wacker M. | parametro zero             |
| D                | Jabez Makanda     | Pirmasens        | parametro zero             |
| D                | Jetro Willems     | Greuther Fürth   | parametro zero             |
| P                | Elias Bördner     | Viktoria Colonia | prestito                   |
| D                | Fynn Otto         | Hallescher       | prestito                   |
| D                | Nils Stendera     | Hessen Kassel    | indiscusso                 |
| C                | Lukas Fahrnberger | Pirmasens        | indiscusso                 |
| C                | Felix Irorere     | Karlsruhe        | parametro zero             |
| R.               | Nome              | a                | Modalità                   |

### Sessione invernale
| Acquisti         | Acquisti      | Acquisti          | Acquisti       |
| R.               | Nome          | da                | Modalità       |
| ---------------- | ------------- | ----------------- | -------------- |
| C                | Antonio Foti  | dall'accademia    | parametro zero |
| A                | Ansgar Knauff | Borussia Dortmund | prestito       |
| Altre operazioni |               |                   |                |
| R.               | Nome          | da                | Modalità       |

| Cessioni         | Cessioni     | Cessioni       | Cessioni               |
| R.               | Nome         | a              | Modalità               |
| ---------------- | ------------ | -------------- | ---------------------- |
| C                | Fabio Blanco | Barcellona B   | definitivo (500 000 €) |
| C                | Martin Pečar | Austria Vienna | prestito               |
| Altre operazioni |              |                |                        |
| R.               | Nome         | a              | Modalità               |
| C                | Amin Younes  | Napoli         | fine prestito          |

## Risultati

### Bundesliga

#### Girone di andata
| Arbitro: | Stieler |

|                                                |           |                               |
| Reus 23’ Hazard 32’ Haaland 34’, 70’ Reyna 58’ | Marcatori | 27’ (aut.) Passlack 86’ Hauge |

| Francoforte sul Meno 21 agosto 2021, ore 15:30 CEST 2ª giornata | Eintracht Francoforte | 0 – 0 referto | Augusta | Deutsche Bank Park (22 000 spett.)\| Arbitro: \| Osmers \| |
| Arbitro:                                                        | Osmers                |               |         |                                                            |

| Arbitro: | Dankert |

|            |           |           |
| Wimmer 86’ | Marcatori | 22’ Hauge |

| Arbitro: | Jöllenbeck |

|            |           |              |
| Kostić 79’ | Marcatori | 88’ Marmoush |

| Arbitro: | Zwayer |

|              |           |             |
| Weghorst 70’ | Marcatori | 38’ Lammers |

| Arbitro: | Petersen |

|           |           |            |
| Borré 45’ | Marcatori | 14’ Skhiri |

| Arbitro: | Badstübner |

|              |           |                            |
| Goretzka 29’ | Marcatori | 32’ Hinteregger 83’ Kostić |

| Arbitro: | Aytekin |

|                      |           |                            |
| Paciência 78’ (rig.) | Marcatori | 7’ Richter 63’ Ekkelenkamp |

| Arbitro: | Fritz |

|                    |           |  |
| Blum 3’ Polter 90’ | Marcatori |  |

| Arbitro: | Schlager |

|          |           |             |
| Tuta 90’ | Marcatori | 35’ Poulsen |

| Arbitro: | Siebert |

|           |           |                    |
| Itten 90’ | Marcatori | 75’ Rode 90’ Borré |

| Arbitro: | Badstübner |

|  |           |                          |
|  | Marcatori | 34’ Lindstrøm 43’ Kostić |

| Arbitro: | Stegemann |

|                     |           |                  |
| Sow 22’ N'Dicka 90’ | Marcatori | 62’ (rig.) Kruse |

| Arbitro: | Schlager |

|                                      |           |                         |
| Geiger 24’ Rutter 30’ Samassékou 59’ | Marcatori | 15’ Borré 72’ Paciência |

| Arbitro: | Fritz |

|                                                      |           |                       |
| Tuta 23’ Lindstrøm 30’ N'Dicka 50’ Jakić 66’ Sow 76’ | Marcatori | 5’, 22’ (rig.) Schick |

| Arbitro: | Petersen |

|                                  |           |                                    |
| Neuhaus 6’ Bensebaini 54’ (rig.) | Marcatori | 45’ Borré 50’ Lindstrøm 55’ Kamada |

| Arbitro: | Brych |

|               |           |  |
| Lindstrøm 35’ | Marcatori |  |

#### Girone di ritorno
| Arbitro: | Schröder |

|                |           |                                      |
| Borré 15’, 24’ | Marcatori | 71’ Hazard 87’ Bellingham 89’ Dahoud |

| Arbitro: | Jablonski |

|                 |           |            |
| Gregoritsch 38’ | Marcatori | 22’ Kamada |

| Arbitro: | Reichel |

|  |           |                      |
|  | Marcatori | 5’ Wimmer 27’ Schöpf |

| Arbitro: | Stegemann |

|                         |           |                             |
| Anton 42’ Kalajdžić 70’ | Marcatori | 7’ N'Dicka 47’, 77’ Hrustic |

| Arbitro: | Willenborg |

|  |           |                                |
|  | Marcatori | 28’ (rig.) Kruse 90’ Lukebakio |

| Arbitro: | Dingert |

|             |           |  |
| Modeste 84’ | Marcatori |  |

| Arbitro: | Badstübner |

|  |           |          |
|  | Marcatori | 71’ Sané |

| Arbitro: | Osmers |

|           |           |                                             |
| Selke 61’ | Marcatori | 17’ Knauff 48’ Tuta 56’ Lindstrøm 63’ Borré |

| Arbitro: | Fritz |

|                               |           |            |
| Mašović 46’ (aut.) Kamada 52’ | Marcatori | 19’ Polter |

| Lipsia 20 marzo 2022, ore 15:30 CET 27ª giornata | RB Lipsia | 0 – 0 referto | Eintracht Francoforte | Red Bull Arena (43 058 spett.)\| Arbitro: \| Dingert \| |
| Arbitro:                                         | Dingert   |               |                       |                                                         |

| Francoforte sul Meno 2 aprile 2022, ore 15:30 CEST 28ª giornata | Eintracht Francoforte | 0 – 0 referto | Greuther Fürth | Deutsche Bank Park (47 500 spett.)\| Arbitro: \| Dankert \| |
| Arbitro:                                                        | Dankert               |               |                |                                                             |

| Arbitro: | Brych |

|            |           |                        |
| Kostić 54’ | Marcatori | 27’ Grifo 69’ Petersen |

| Arbitro: | Willenborg |

|                        |           |  |
| Awoniyi 17’ Prömel 21’ | Marcatori |  |

| Arbitro: | Jablonski |

|                        |           |                               |
| N'Dicka 32’ Kamada 66’ | Marcatori | 12’ (aut.) N'Dicka 78’ Rutter |

| Arbitro: | Cortus |

|                         |           |  |
| Paulinho 18’ Schick 51’ | Marcatori |  |

| Arbitro: | Zwayer |

|               |           |         |
| Paciência 66’ | Marcatori | 4’ Pléa |

| Arbitro: | Petersen |

|                     |           |                    |
| Ingvartsen 10’, 49’ | Marcatori | 26’ Tuta 35’ Borré |

### Coppa di Germania
| Arbitro: | Stegemann |

|                         |           |  |
| Seegert 48’ Boyamba 52’ | Marcatori |  |

### Europa League

#### Fase a gironi
| Arbitro: | Mariani |

|             |           |          |
| Lammers 41’ | Marcatori | 10’ Özil |

| Arbitro: | Kehlet |

|  |           |                      |
|  | Marcatori | 90’ (rig.) Paciência |

| Arbitro: | Martins |

|                                       |           |                     |
| Borré 26’ (rig.) Touré 45’ Kamada 59’ | Marcatori | 30’ (rig.) El-Arabi |

| Arbitro: | Kulbakov |

|              |           |                      |
| El-Arabi 12’ | Marcatori | 17’ Kamada 90’ Hauge |

| Arbitro: | Tierney |

|                          |           |                            |
| Kamada 13’ Paciência 90’ | Marcatori | 33’ Nainggolan 88’ Samatta |

| Arbitro: | Jovanović |

|             |           |         |
| Berisha 42’ | Marcatori | 29’ Sow |

#### Fase ad eliminazione diretta
| Arbitro: | Guida |

|           |           |                       |
| Fekir 30’ | Marcatori | 14’ Kostić 32’ Kamada |

| Arbitro: | Oliver |

|                       |           |              |
| Rodríguez 120’ (aut.) | Marcatori | 90’ Iglesias |

| Arbitro: | Jovanović |

|            |           |            |
| Knauff 48’ | Marcatori | 66’ Torres |

| Arbitro: | Dias |

|                               |           |                                 |
| Busquets 90’ Depay 90’ (rig.) | Marcatori | 4’ (rig.), 67’ Kostić 36’ Borré |

| Arbitro: | Gözübüyük |

|             |           |                      |
| Antonio 21’ | Marcatori | 1’ Knauff 54’ Kamada |

| Arbitro: | Manzano |

|           |           |  |
| Borré 26’ | Marcatori |  |

| Arbitro: | Vinčić |

|                                  |                      |                                      |
| Borré 69’                        | Marcatori            | 57’ Aribo                            |
| Lenz Hrustic Kamada Kostić Borré | Tiri di rigore 5 – 4 | Tavernier Davis Arfield Ramsey Roofe |

## Statistiche

### Statistiche di squadra
| Competizione      | Punti | In casa | In casa | In casa | In casa | In casa | In casa | In trasferta | In trasferta | In trasferta | In trasferta | In trasferta | In trasferta | Totale | Totale | Totale | Totale | Totale | Totale | DR |
| Competizione      | Punti | G       | V       | N       | P       | Gf      | Gs      | G            | V            | N            | P            | Gf           | Gs           | G      | V      | N      | P      | Gf     | Gs     | DR |
| ----------------- | ----- | ------- | ------- | ------- | ------- | ------- | ------- | ------------ | ------------ | ------------ | ------------ | ------------ | ------------ | ------ | ------ | ------ | ------ | ------ | ------ | -- |
| Bundesliga        | 42    | 17      | 4       | 7       | 6       | 20      | 22      | 17           | 6            | 5            | 6            | 25           | 27           | 34     | 10     | 12     | 12     | 45     | 49     | -4 |
| Coppa di Germania | -     | 0       | 0       | 0       | 0       | 0       | 0       | 1            | 0            | 0            | 1            | 0            | 2            | 1      | 0      | 0      | 1      | 0      | 2      | -2 |
| Europa League     | -     | 7       | 2       | 5       | 0       | 10      | 7       | 6            | 5            | 1            | 0            | 11           | 6            | 13     | 7      | 6      | 0      | 21     | 13     | +8 |
| Totale            | 42    | 24      | 6       | 12      | 6       | 30      | 29      | 24           | 11           | 6            | 7            | 36           | 35           | 48     | 17     | 18     | 13     | 66     | 64     | +2 |

### Andamento in campionato
| Giornata  | 1  | 2  | 3  | 4  | 5  | 6  | 7  | 8  | 9  | 10 | 11 | 12 | 13 | 14 | 15 | 16 | 17 | 18 | 19 | 20 | 21 | 22 | 23 | 24 | 25 | 26 | 27 | 28 | 29 | 30 | 31 | 32 | 33 | 34 |
| --------- | -- | -- | -- | -- | -- | -- | -- | -- | -- | -- | -- | -- | -- | -- | -- | -- | -- | -- | -- | -- | -- | -- | -- | -- | -- | -- | -- | -- | -- | -- | -- | -- | -- | -- |
| Luogo     | T  | C  | T  | C  | T  | C  | T  | C  | T  | C  | T  | T  | C  | T  | C  | T  | C  | C  | T  | C  | T  | C  | T  | C  | T  | C  | T  | C  | C  | T  | C  | T  | C  | T  |
| Risultato | P  | N  | N  | N  | N  | N  | V  | P  | P  | N  | V  | V  | V  | P  | V  | V  | V  | P  | N  | P  | V  | P  | P  | P  | V  | V  | N  | N  | P  | P  | N  | P  | N  | N  |
| Posizione | 16 | 14 | 14 | 15 | 15 | 14 | 13 | 14 | 15 | 15 | 14 | 11 | 12 | 12 | 9  | 7  | 6  | 8  | 8  | 9  | 9  | 10 | 10 | 10 | 10 | 9  | 8  | 9  | 9  | 10 | 9  | 11 | 12 | 11 |

Legenda:

Luogo: C = Casa; T = Trasferta. Risultato: V = Vittoria; N = Pareggio; P = Sconfitta.

### Statistiche dei giocatori
| Giocatore      | Bundesliga | Bundesliga | Bundesliga  | Bundesliga | Coppa di Germania | Coppa di Germania | Coppa di Germania | Coppa di Germania | Europa League | Europa League | Europa League | Europa League | Totale   | Totale | Totale      | Totale     |
| Giocatore      | Presenze   | Reti       | Ammonizioni | Espulsioni | Presenze          | Reti              | Ammonizioni       | Espulsioni        | Presenze      | Reti          | Ammonizioni   | Espulsioni    | Presenze | Reti   | Ammonizioni | Espulsioni |
| -------------- | ---------- | ---------- | ----------- | ---------- | ----------------- | ----------------- | ----------------- | ----------------- | ------------- | ------------- | ------------- | ------------- | -------- | ------ | ----------- | ---------- |
| R. Ache        | 13         | 0          | 0           | 0          | 0                 | 0                 | 0                 | 0                 | 3             | 0             | 0             | 0             | 16       | 0      | 0           | 0          |
| A. Barkok      | 5          | 0          | 0           | 0          | 1                 | 0                 | 0                 | 0                 | 1             | 0             | 1             | 0             | 7        | 0      | 1           | 0          |
| M. Bignetti    | 0          | 0          | 0           | 0          | 0                 | 0                 | 0                 | 0                 | 0             | 0             | 0             | 0             | 0        | 0      | 0           | 0          |
| R. Borré       | 31         | 8          | 5           | 0          | 1                 | 0                 | 0                 | 0                 | 13            | 4             | 0             | 0             | 45       | 12     | 5           | 0          |
| T. Chandler    | 17         | 0          | 4           | 0          | 0                 | 0                 | 0                 | 0                 | 5             | 0             | 2             | 0             | 22       | 0      | 6           | 0          |
| D. Costa       | 11         | 0          | 2           | 0          | 1                 | 0                 | 0                 | 0                 | 2             | 0             | 0             | 0             | 14       | 0      | 2           | 0          |
| E. Durm        | 7          | 0          | 1           | 0          | 0                 | 0                 | 0                 | 0                 | 2             | 0             | 0             | 0             | 9        | 0      | 1           | 0          |
| A. Fóti        | 0          | 0          | 0           | 0          | 0                 | 0                 | 0                 | 0                 | 0             | 0             | 0             | 0             | 0        | 0      | 0           | 0          |
| J. Grahl       | 1          | 0          | 0           | 0          | 0                 | 0                 | 0                 | 0                 | 0             | 0             | 0             | 0             | 1        | 0      | 0           | 0          |
| M. Hasebe      | 18         | 0          | 1           | 0          | 1                 | 0                 | 0                 | 0                 | 7             | 0             | 0             | 0             | 26       | 0      | 1           | 0          |
| J. Hauge       | 26         | 2          | 4           | 0          | 0                 | 0                 | 0                 | 0                 | 12            | 1             | 0             | 0             | 38       | 3      | 4           | 0          |
| E. Herrero     | 0          | 0          | 0           | 0          | 0                 | 0                 | 0                 | 0                 | 0             | 0             | 0             | 0             | 0        | 0      | 0           | 0          |
| M. Hinteregger | 27         | 1          | 6           | 0          | 1                 | 0                 | 0                 | 1                 | 9             | 0             | 2             | 0             | 37       | 1      | 8           | 1          |
| J. Horz        | 0          | 0          | 0           | 0          | 0                 | 0                 | 0                 | 0                 | 0             | 0             | 0             | 0             | 0        | 0      | 0           | 0          |
| A. Hrustic     | 23         | 2          | 2           | 0          | 0                 | 0                 | 0                 | 0                 | 5             | 0             | 2             | 0             | 28       | 2      | 4           | 0          |
| S. Ilsanker    | 12         | 0          | 1           | 0          | 0                 | 0                 | 0                 | 0                 | 2             | 0             | 0             | 0             | 14       | 0      | 1           | 0          |
| K. Jakić       | 26         | 1          | 6           | 0          | 0                 | 0                 | 0                 | 0                 | 12            | 0             | 3             | 0             | 38       | 1      | 9           | 0          |
| D. Kamada      | 32         | 4          | 0           | 0          | 1                 | 0                 | 0                 | 0                 | 13            | 5             | 0             | 0             | 46       | 9      | 0           | 0          |
| A. Knauff      | 12         | 1          | 0           | 0          | 0                 | 0                 | 0                 | 0                 | 7             | 2             | 2             | 0             | 19       | 3      | 2           | 0          |
| F. Kostić      | 31         | 4          | 2           | 0          | 0                 | 0                 | 0                 | 0                 | 12            | 3             | 1             | 0             | 43       | 7      | 3           | 0          |
| S. Lammers     | 15         | 1          | 1           | 0          | 0                 | 0                 | 0                 | 0                 | 7             | 1             | 0             | 0             | 22       | 2      | 1           | 0          |
| C. Lenz        | 15         | 0          | 6           | 0          | 1                 | 0                 | 1                 | 0                 | 2             | 0             | 0             | 0             | 18       | 0      | 7           | 0          |
| J. Lindstrøm   | 29         | 5          | 0           | 0          | 1                 | 0                 | 0                 | 0                 | 9             | 0             | 0             | 0             | 39       | 5      | 0           | 0          |
| E. N'Dicka     | 32         | 4          | 3           | 0          | 1                 | 0                 | 0                 | 0                 | 11            | 0             | 2             | 1             | 44       | 4      | 5           | 1          |
| G. Paciência   | 18         | 3          | 3           | 0          | 1                 | 0                 | 0                 | 0                 | 6             | 2             | 3             | 0             | 25       | 5      | 6           | 0          |
| D. Ramaj       | 1          | 0          | 0           | 0          | 0                 | 0                 | 0                 | 0                 | 0             | 0             | 0             | 0             | 1        | 0      | 0           | 0          |
| S. Rode        | 17         | 1          | 1           | 0          | 1                 | 0                 | 1                 | 0                 | 10            | 0             | 1             | 0             | 28       | 1      | 3           | 0          |
| J. Schröder    | 0          | 0          | 0           | 0          | 0                 | 0                 | 0                 | 0                 | 0             | 0             | 0             | 0             | 0        | 0      | 0           | 0          |
| G. Schäfer     | 0          | 0          | 0           | 0          | 0                 | 0                 | 0                 | 0                 | 0             | 0             | 0             | 0             | 0        | 0      | 0           | 0          |
| D. Sow         | 31         | 2          | 5           | 0          | 1                 | 0                 | 0                 | 0                 | 12            | 1             | 2             | 0             | 44       | 3      | 7           | 0          |
| A. Touré       | 10         | 0          | 2           | 0          | 0                 | 0                 | 0                 | 0                 | 8             | 1             | 0             | 0             | 18       | 1      | 2           | 0          |
| K. Trapp       | 32         | 0          | 2           | 0          | 1                 | 0                 | 0                 | 0                 | 13            | 0             | 3             | 0             | 46       | 0      | 5           | 0          |
| T. Tuta        | 26         | 4          | 2           | 1          | 1                 | 0                 | 1                 | 0                 | 11            | 0             | 1             | 1             | 38       | 4      | 4           | 2          |
| A. Younes      | 0          | 0          | 0           | 0          | 1                 | 0                 | 0                 | 0                 | 0             | 0             | 0             | 0             | 1        | 0      | 0           | 0          |
| S. Zuber       | 0          | 0          | 0           | 0          | 1                 | 0                 | 0                 | 0                 | 0             | 0             | 0             | 0             | 1        | 0      | 0           | 0          |